# بيت البنا (النادرة)

تعديل مصدري - تعديل

بيت البنا هي إحدى قرى عزلة مقنع الأعلى بمديرية النادرة التابعة لمحافظة إب، بلغ تعداد سكانها 457 نسمة حسب تعداد اليمن لعام 2004.